# Liste der Monuments historiques in Bayonne
Die Liste der Monuments historiques in Bayonne führt die Monuments historiques in der französischen Stadt Bayonne auf.

## Liste der Bauwerke
| Bezeichnung                  | Beschreibung | Standort                                       | Kennzeichnung | Schutzstatus | Datum     | Bild |
| ---------------------------- | ------------ | ---------------------------------------------- | ------------- | ------------ | --------- | ---- |
| Kathedrale von Bayonne       |              | Rue Notre-Dame (Lage)                          | PA00084329    | Classé       | 1862      |      |
| Château de Marracq           |              | Avenue de l’interne-Jacques-Loëb (Lage)        | PA00084330    | Classé       | 1907      |      |
| Château du Vigneau           |              | 22, chemin de Laharie (Lage)                   | PA64000071    | Inscrit      | 2009      |      |
| Château-Neuf                 |              | Place Paul-Bert (Lage)                         | PA00084331    | Inscrit      | 1929      |      |
| Château-Vieux                |              | Place du Château-Vieux (Lage)                  | PA00084332    | Classé       | 1931      |      |
| Jüdischer Friedhof           |              | Avenue du 14-Avril (Lage)                      | PA64000026    | Inscrit      | 1998      |      |
| Zitadelle                    |              | Avenue de la Citadelle (Lage)                  | PA00084333    | Inscrit      | 1929      |      |
| Kirche Saint-Esprit          |              | Place de la République (Lage)                  | PA00084334    | Inscrit      | 2008      |      |
| Brunnen Saint-Léon           |              | Avenue Chanoine-Jean-Lamarque (Lage)           | PA00084335    | Classé       | 1947      |      |
| Befestigungsanlagen          |              | Avenue du Onze-Novembre Allées Paulmy (Lage)   | PA00084336    | Classé       | 1886      |      |
| Hôtel de Belzunce            |              | 8, rue de la Salie (Lage)                      | PA00084337    | Inscrit      | 1988      |      |
| Gebäude (Keller)             |              | 1, place du Château-Vieux (Lage)               | PA00084339    | Inscrit      | 1988      |      |
| Gebäude (Keller)             |              | 5, rue des Gouverneurs (Lage)                  | PA00084340    | Inscrit      | 1988      |      |
| Gebäude (Keller)             |              | 17, rue Lagréou (Lage)                         | PA00084341    | Inscrit      | 1988      |      |
| Gebäude (Keller)             |              | 5, rue de la Monnaie (Lage)                    | PA00084342    | Inscrit      | 1988      |      |
| Gebäude (Keller)             |              | 14, rue du Pilori (Lage)                       | PA00084343    | Inscrit      | 1988      |      |
| Maison de Dagourette         |              | 1, rue Marengo (Lage)                          | PA00084542    | Classé       | 1991      |      |
| Maison Lapeyre               |              | 7, rue de Coursic (Lage)                       | PA64000066    | Inscrit      | 2006      |      |
| Maison Saubist               |              | 1, rue des Prébendés rue Montaut (Lage)        | PA00084338    | Inscrit      | 1927      |      |
| Manège de Marracq            |              | Lycée René-Cassin 2, rue de Lasseguette (Lage) | PA00084344    | Inscrit      | 1943      |      |
| Stadtmauer von Petit Bayonne |              | (Lage)                                         | PA00084345    | Inscrit      | 1930 1931 |      |
| Synagoge                     |              | 35, rue Maubec (Lage)                          | PA00135192    | Inscrit      | 1995      |      |
| Reduit                       |              | Place du Réduit (Lage)                         | PA64000080    | Inscrit      | 2013      |      |
| Mikwe                        |              | 32, Place de la République (Lage)              | PA64000086    | Inscrit      | 2014      |      |
| Monument aux morts           |              | Esplanade de Verdun (Lage)                     | PA64000087    | Inscrit      | 2014      |      |